# Sarcophyton

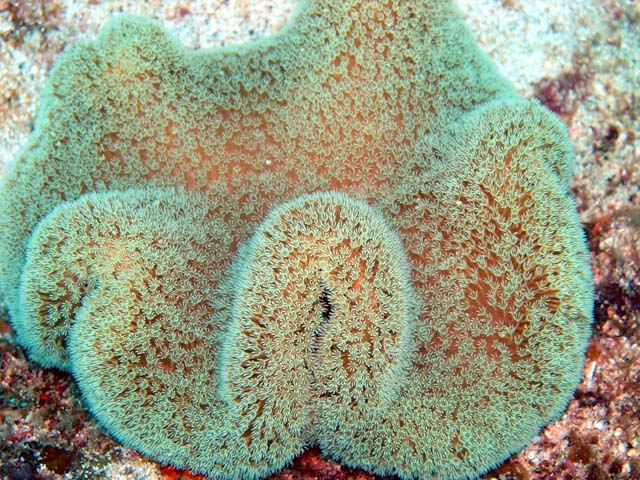
Coral cuero Sarcophyton Ehrenbergi, en Malasia.

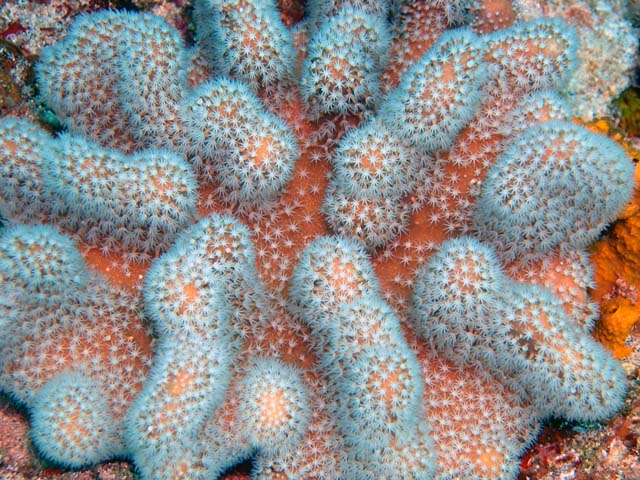
Coral cuero Sarcophyton sp, en Malasia.

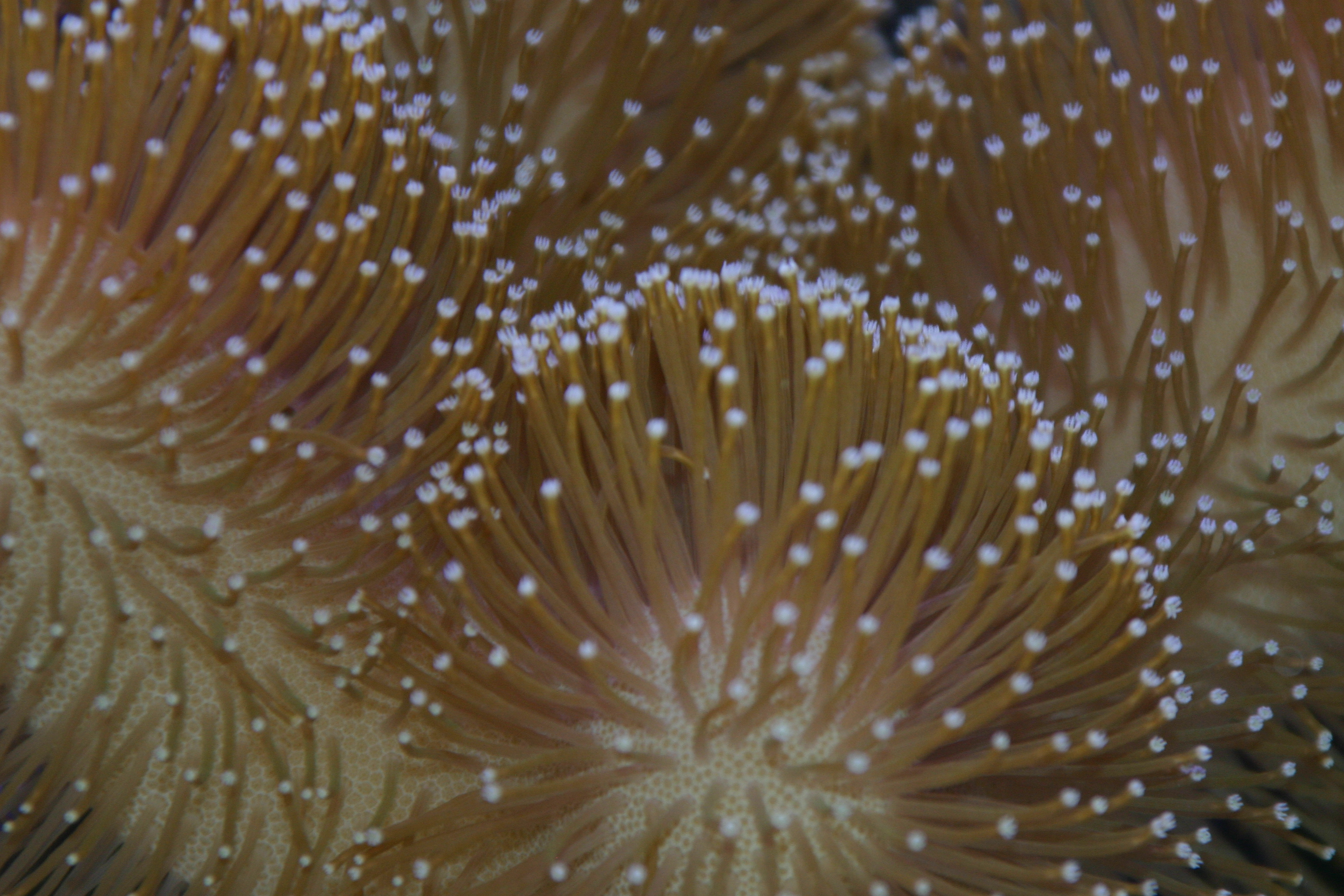
Sarcophyton con pólipos autozoides expandidos

Sarcophyton es un género de corales de la familia Alcyoniidae, orden Alcyonacea.
Su nombre deriva de las palabras griegas sarkos, que significa carne, y phyton, que significa criatura. Estos animales pertenecen a los corales blandos, así denominados porque, al contrario de los corales duros, no generan un esqueleto de carbonato cálcico, por lo que no son generadores de arrecife. La colonia de pólipos tiene forma de seta, con un pie alargado sobre el que se superpone la superficie con los pólipos (poliparium), que se extiende sobre los márgenes. Su nombre común es coral cuero, coral piel o coral seta.

## Especies
El Registro Mundial de Especies Marinas acepta las siguientes especies en el género:
| - Sarcophyton aalbersbergi Feussner & Waqa, 2013 - Sarcophyton acutangulum. (v. Marenzeller, 1886) - Sarcophyton acutum. Tixier-Durivault, 1970 - Sarcophyton agaricum. (Stimpson, 1855) - Sarcophyton aldersladei Feussner & Waqa, 2013 - Sarcophyton alexanderi Feussner & Waqa, 2013 - Sarcophyton auritum. Verseveldt & Benayahu, 1978 - Sarcophyton birkelandi. Verseveldt, 1978 - Sarcophyton boettgeri. Schenk, 1896 - Sarcophyton boletiforme. Tixier-Durivault, 1958 - Sarcophyton buitendijki. Verseveldt, 1982 - Sarcophyton cherbonnieri. Tixier-Durivault, 1958 - Sarcophyton cinereum. Tixier-Durivault, 1946 - Sarcophyton contortum. Pratt, 1905 - Sarcophyton cornispiculatum. Verseveldt, 1971 - Sarcophyton crassocaule. Moser, 1919 - Sarcophyton crassum. Tixier-Durivault, 1946 - Sarcophyton digitatum. Moser, 1919 - Sarcophyton ehrenbergi. (v. Marenzeller, 1886) - Sarcophyton elegans. Moser, 1919 - Sarcophyton expandum. Kõlliker - Sarcophyton flexuosum. Tixier-Durivault, 1966 - Sarcophyton furcatum. Li, 1984 - Sarcophyton gemmatum. Verseveldt & Benayahu, 1978 - Sarcophyton glaucum. (Quoy & Gaimard, 1833) - Sarcophyton griffini. Moser, 1919 | - Sarcophyton infundibuliforme. Tixier-Durivault, 1958 - Sarcophyton latum. (Dana, 1846) - Sarcophyton mililatensis. Verseveldt & Tursch, 1979 - Sarcophyton minusculum. Samimi Namin & van Ofwegen, 2009 - Sarcophyton nanwanensis. Benayahu & Perkol-Finkel, 2004 - Sarcophyton nigrum. May, 1899 - Sarcophyton pauciplicatum. Verseveldt & Benayahu, 1978 - Sarcophyton portentosum. Tixier-Durivault, 1970 - Sarcophyton pulchellum. (Tixier-Durivault, 1957) - Sarcophyton regulare. Tixier-Durivault, 1946 - Sarcophyton roseum. Pratt, 1903 - Sarcophyton serenei. Tixier-Durivault, 1958 - Sarcophyton skeltoni Feussner & Waqa, 2013 - Sarcophyton soapiae Feussner & Waqa, 2013 - Sarcophyton solidum. Tixier-Durivault, 1958 - Sarcophyton spinospiculatum. Alderslade & Shirwaiker, 1991 - Sarcophyton spongiosum. Thomson & Dean, 1931 - Sarcophyton stellatum. Kükenthal, 1910 - Sarcophyton stolidotum. Verseveldt, 1971 - Sarcophyton subviride. Tixier-Durivault, 1958 - Sarcophyton tenuispiculatum. (Thomson & Dean, 1931) - Sarcophyton tortuosum. Tixier-Durivault, 1946 - Sarcophyton trocheliophorum. Von Marenzeller, 1886 - Sarcophyton tumulosum. Benayahu & van Ofwegen, 2009 - Sarcophyton turschi. Verseveldt, 1976 |

## Morfología
Los tallos son cortos y gruesos en lugares sujetos a mareas, pero largos y delgados cuando crecen en fondos planos o profundamente en el lodo. El extremo superior se denomina capitulum y tiene apariencia de seta.  
Existen dos tipos de pólipo, unos (los autozoides), de hasta 4 cm de longitud cuando se expanden, y que pueden retraerse por completo; los otros (los sifonozoides) son pequeños y muy numerosos, posados entre los autozoides.
Su coloración puede ir desde el rosado hasta el marrón claro, amarillo o verde. En extrañas ocasiones se han divisado colonias con los pólipos color azul claro. Según la especie, el capitulum alcanza los 60 cm de diámetro.
Este coral muda la piel periódicamente. Primeramente repliega totalmente sus pólipos, después se desprende parcialmente de una delgada capa de piel, que en un par de días libera, a porciones, por completo, llevándose los sedimentos y microbacterias que contuviera.

## Hábitat
Habita en aguas superficiales. Viven en los bordes y las lagunas del arrecife. Se les encuentra en el océano Indo-Pacífico y en el mar Rojo. Normalmente anclados en rocas y corales muertos o al sustrato.

## Alimentación
Los Sarcophyton contienen gran cantidad de algas simbióticas (mutualistas:ambos organismos se benefician de la relación) llamadas zooxantelas. De ahí su aspecto y color cuero. Las algas realizan la fotosíntesis produciendo oxígeno y azúcares, que son aprovechados por los corales, y se alimentan de los catabolitos del coral(especialmente fósforo y nitrógeno). No obstante, los Sarcophyton se alimentan, tanto de los productos que generan estas algas (en un 90 %), como de las presas de fitoplancton, que capturan ayudados de los tentáculos de sus minúsculos pólipos.

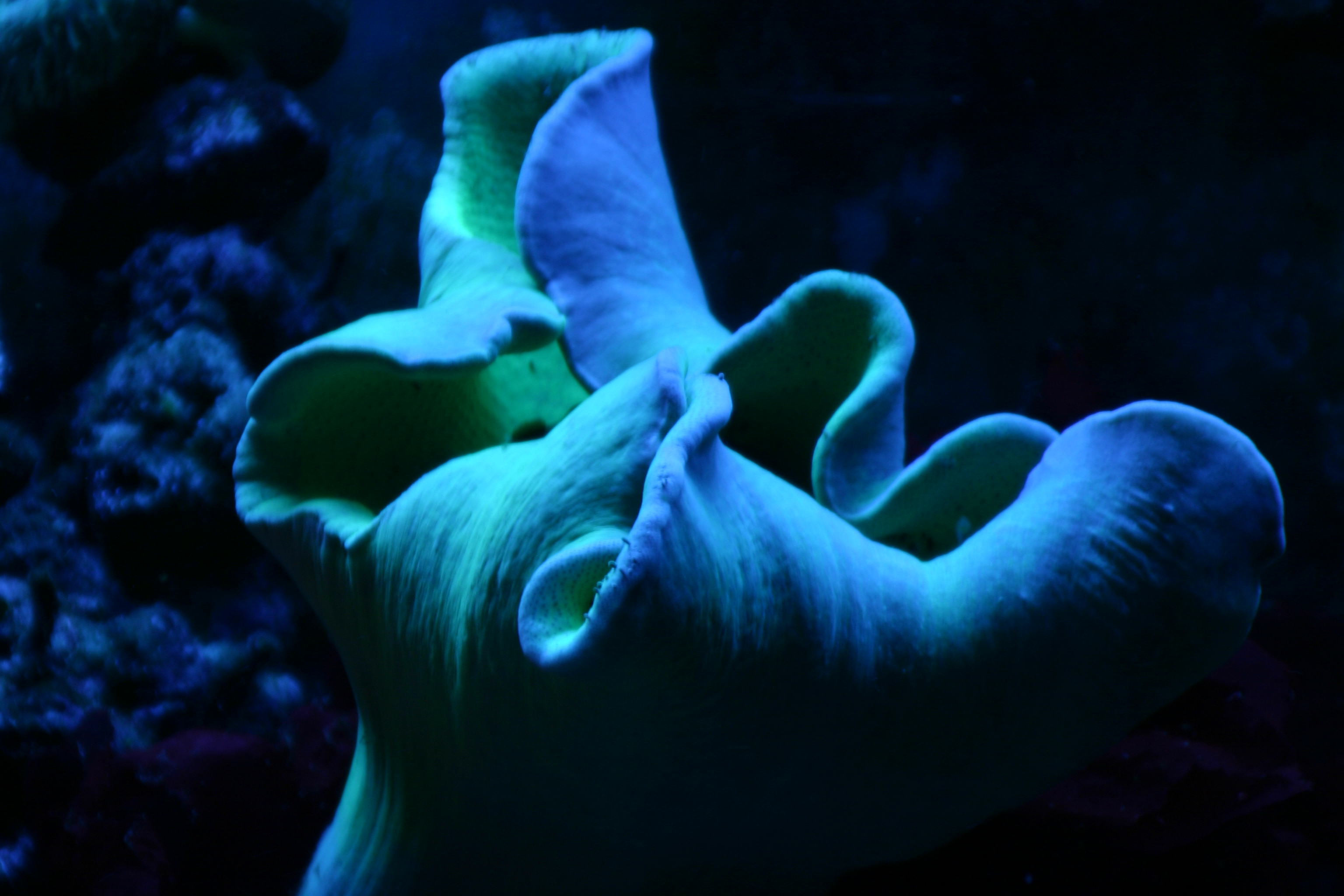
Sarcopython bajo luz actínica con los pólipos retraídos.

## Reproducción
Asexual, por brotes y por esquejes. Sexual: Tardan en alcanzar la madurez sexual, con las colonias masculinas de 6 a 8 años; y, de 8 a 10 con las femeninas. 
Son de fertilización externa, los óvulos fertilizados se convierten en larvas, y, tras deambular unos días por la columna de agua, se fijan al sustrato y evolucionan a forma pólipo. Posteriormente, se reproducen asexualmente, conformando la colonia coralina.

## Asociación
Variedad de copépodos se hallan es este coral: Perosyna indonesica, Paradoricola spinulatus, Anisomolgus ensifer y Alcynomolgus sarcophyticus.
Una curiosidad es su "adopción", en cautividad, por parte de peces payaso, de la especie Amphiprion ocellaris. Dada la similitud de los pólipos del Sarcophyton con los de algunas anémonas hospedantes, estos peces payaso se comportan con el Sarcophyton como si fuera una anémona, manteniendo una relación simbiótica (mutualista).

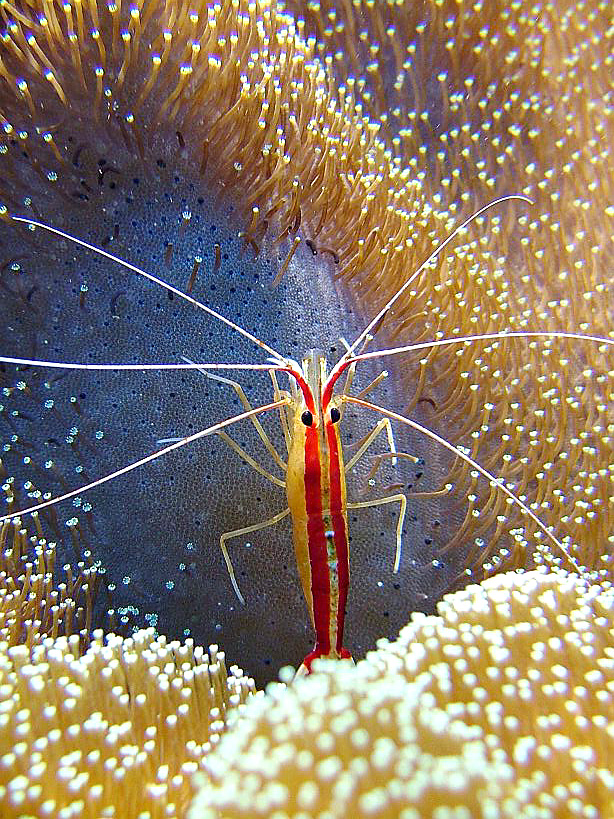
Gamba limpiadora Lysmata amboinensis en una colonia de Sarcophyton.

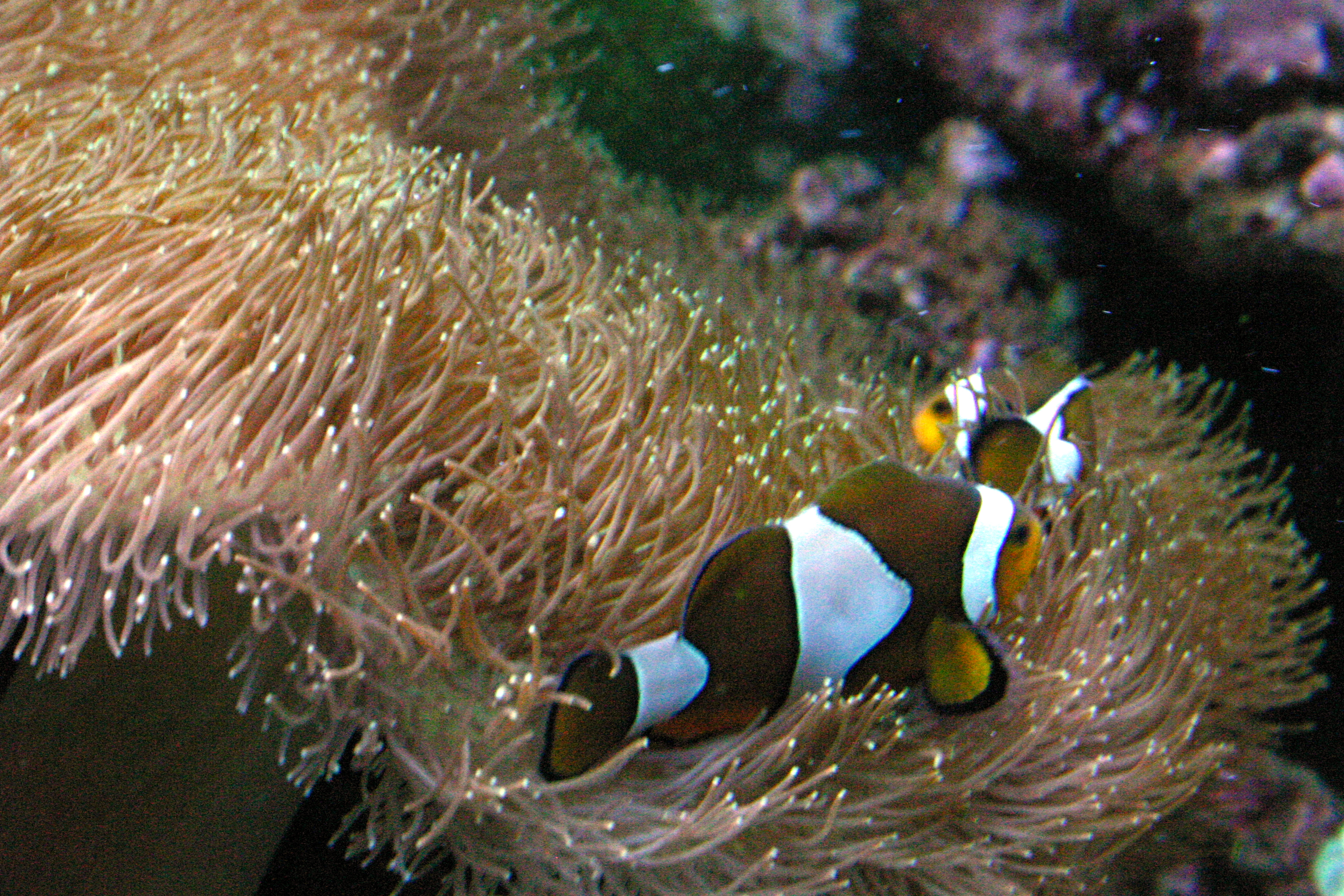
Peces Amphiprion ocellaris, en cautividad, "hospedados" en un Sarcophyton de pólipo largo.